# Derry Scherhant
Derry Scherhant, né le 10 novembre 2002 à Berlin, est un footballeur allemand qui évolue au poste d'attaquant au SC Fribourg.

## Biographie

### Carrière en club
Né à Berlin en Allemagne, Derry Scherhant est formé dans différents clubs de la capitale allemande avant d'arriver en 2020 au Hertha BSC, où il commence sa carrière professionnelle en championnat d'Allemagne,. 
Il joue son premier match avec l'équipe première du club le 13 août 2022, entrant en jeu à la place de Chidera Ejuke lors d'un match nul 1–1 en Bundesliga avec l'Eintracht Francfort,.
Le 12 février 2023, il marque son premier but professionnel à la 91e minute d'une victoire 4-1 sur le Borussia Mönchengladbach,.

### Carrière en sélection
En mars 2023, Derry Scherhant est convoqué pour la première fois avec l'équipe d'Allemagne des moins de 20 ans,,.